# Dominic Grieve

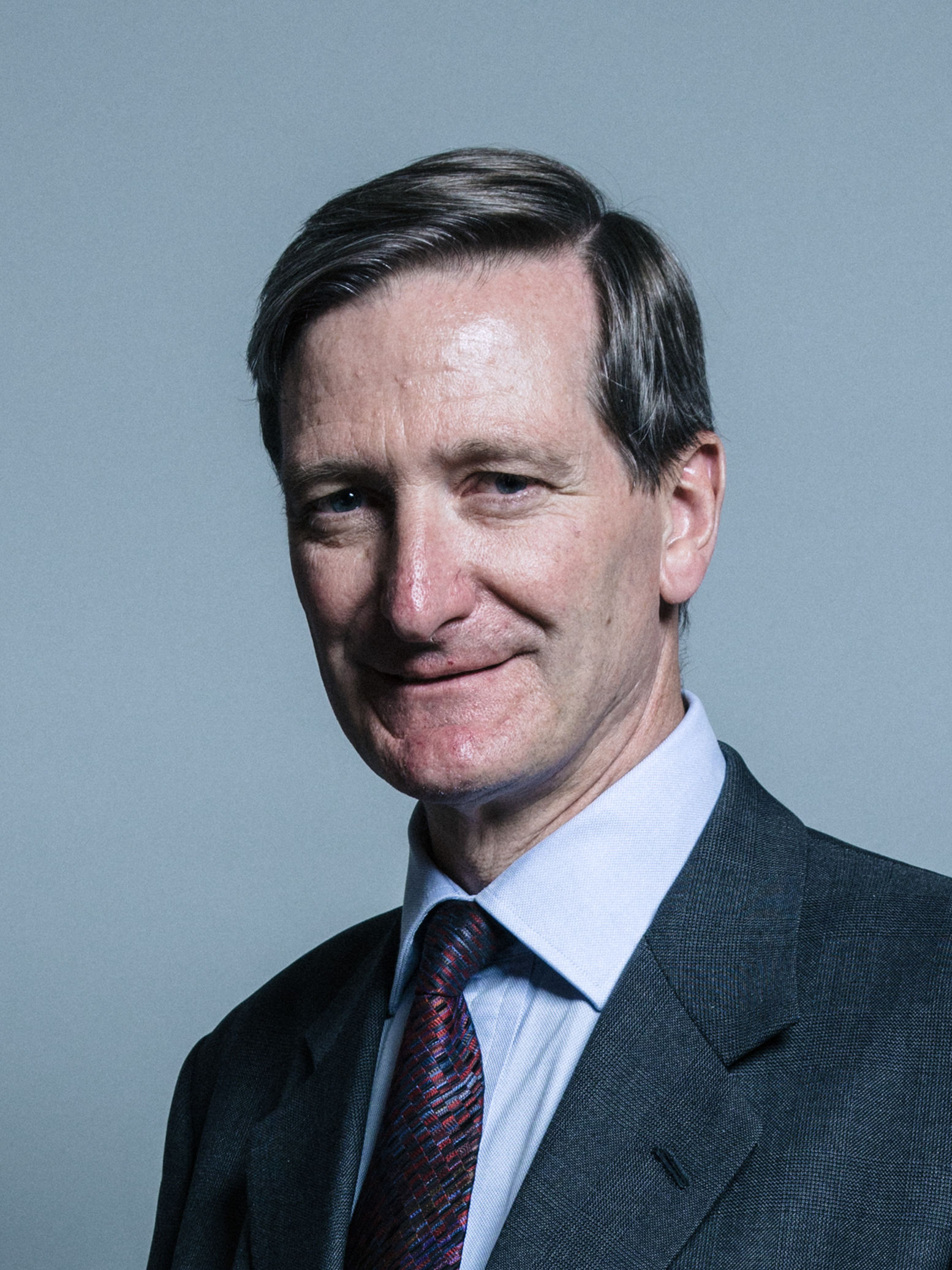
Dominic Grieve (2017)

Dominic Charles Roberts Grieve QC (* 24. Mai 1956 in Lambeth, England) ist ein britischer Politiker, bis Herbst 2019 als Mitglied der Conservative Party. Er war von Mai 2010 bis Juli 2014 Generalstaatsanwalt (Attorney General) für England und Wales sowie Advocate General for Northern Ireland.
Ab 1997 war er Mitglied des House of Commons und repräsentierte den Wahlkreis Beaconsfield, den er bei den Unterhauswahlen 2019 an Joy Morrissey verlor.

## Biografie
Der Sohn des langjährigen Unterhausabgeordneten Percy Grieve studierte nach dem Besuch der Westminster School Moderne Geschichte am Magdalen College der University of Oxford. Während seines Studiums war er 1977 Vorsitzender der Konservativen Vereinigung an dieser Universität. Nach einem anschließenden postgradualem Studium der Rechtswissenschaft an der Polytechnic of Central London (PLC) erhielt er 1980 die Zulassung als Rechtsanwalt.
Neben seiner beruflichen Tätigkeit als Anwalt begann er seine politische Laufbahn in der Kommunalpolitik als Ratsherr im London Borough of Hammersmith and Fulham. Darüber hinaus war er nicht nur von 1992 bis 1995 Vorsitzender des Forschungsausschusses der Gesellschaft der konservativen Anwälte (Society of Conservative Lawyers), sondern engagierte sich auch in der Church of England als Mitglied der Synode der Diözese London von 1994 bis 2000. Daneben war er Mitglied des Französisch-Britischen Rates und Gouverneur der Ditchley Foundation, einer Organisation zur Förderung der außenpolitischen Beziehungen, insbesondere zwischen Großbritannien und den Vereinigten Staaten.
Bei den Wahlen 1997 wurde er als Kandidat der Conservative Party erstmals zum Mitglied des Unterhauses (House of Commons) gewählt und vertrat dort anschließend den Wahlkreis Beaconsfield. Während seiner Parlamentsmitgliedschaft befasste er sich mit den Themen Recht und Ordnung, Verfassungsrecht, Europäische Union, Verteidigungs-, Umwelt- und Außenpolitik.
Im Juni 1999 wurde er zum Sprecher der Konservativen für Schottland ernannt. Ab September 2001 fungierte er als Sprecher für Strafjustiz und Zusammenhalt des Gemeinwesens innerhalb des innenpolitischen Teams im Schattenkabinett. Im Anschluss war er von 2003 bis 2009 war er Generalstaatsanwalt des Schattenkabinetts und wurde zugleich vom Oppositionsführer David Cameron im Juni 2008 zum Schatten-Innenminister (Shadow Home Secretary) ernannt. Danach war er von Januar 2009 bis Mai 2010 Justizminister in Camerons Schattenkabinett und setzte damit seine Rolle innerhalb der konservativen Fraktion in den Politikfeldern Strafjustiz, Verfassungsangelegenheiten und ethnische Vielfalt weiter fort.

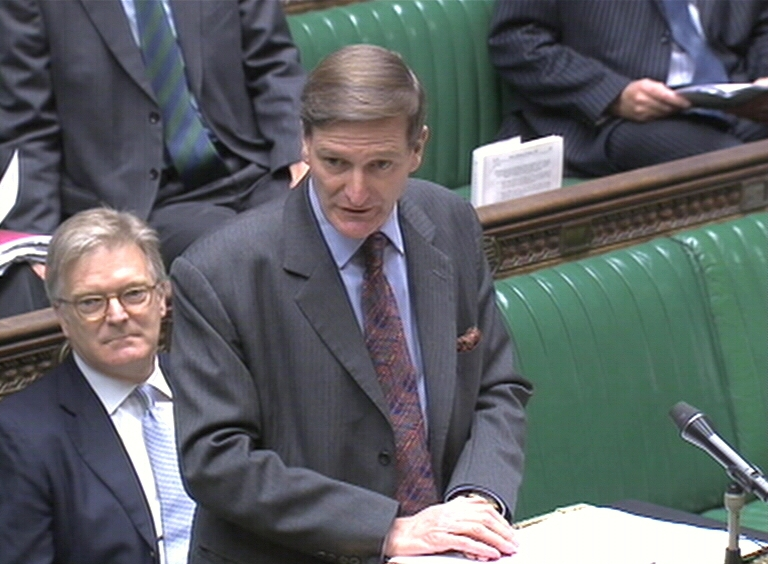
Dominic Grieve bei einer Rede im Parlament 2011

Grieve wurde bei der Unterhauswahl am 6. Mai 2010 mit 61 Prozent der Wählerstimmen wiedergewählt. 
Premierminister Cameron ernannte Grieve am 11. Mai 2010 zum Generalstaatsanwalt für England und Wales sowie zum Generaladvokat für Nordirland im Kabinett Cameron I. Grieve war damit der Chefberater der Regierung in Rechtsfragen. Als solcher nahm Grieve bei Bedarf an den Kabinettssitzungen teil. 
Grieves Ernennung war überraschend, zumal nicht er, sondern der ehemalige Schatzkanzler Kenneth Clarke Justizminister sowie Lordkanzler wurde. Allerdings wurde Grieve als Vertreter der konservativen Traditionalisten in der Regierung angesehen, der insbesondere großes Ansehen bei Rechtsanwälten genoss.
Am 15. Juli 2014 verlor Grieve im Rahmen einer Kabinettsumbildung seinen Posten als Generalstaatsanwalt. Sein Nachfolger wurde Jeremy Wright.
Am 4. September 2019 ließ der neue Premierminister Boris Johnson Grieve und etwa 20 weitere Unterhausabgeordnete wegen parlamentarischer Gegenwehr gegen den Brexit aus der Fraktion der Conservative Party ausschließen. Im Vorfeld der anstehenden Unterhauswahl zeigten die Liberal Democrats Interesse daran, Grieve zu unterstützen. Er entschied sich dazu, nach 28 Jahren Mitgliedschaft bei den Konservativen aus der Partei auszutreten und in seinem Wahlkreis als Unabhängiger zu kandidieren.

### Europapolitische Positionen
Grieve ist bekannt für seine europafreundlichen Ansichten. Als ein Grund für seine Auswechslung bei der Kabinettsumbildung 2014 galten die Meinungsverschiedenheiten, die er mit Premierminister Cameron und dessen Justizminister Chris Grayling über die Kompetenzen des Europäischen Gerichtshofs für Menschenrechte (EGMR) gehabt hatte. Grieve hatte im Gegensatz zu den beiden die Meinung vertreten, dass das Vereinigte Königreich rechtlich verpflichtet sei, die Entscheidungen des EGFM umzusetzen. Vor dem EU-Austrittsreferendum 2016 sprach sich Grieve gegen den „Brexit“ aus. Nach dem Referendum argumentierte er zwar zunächst, dass das Wählervotum respektiert werden müsse. Er sprach sich jedoch deutlich für ein Mitspracherecht des Parlaments bei der Entscheidung über den endgültigen Austrittsvertrag aus. Im späteren Verlauf bezeichnete Grieve die Perspektive eines Ausscheidens aus der EU ohne Austrittsvertrag (no-deal Brexit) als „politischen Selbstmord“ und rief seit Januar 2019 zur Abhaltung eines zweiten Referendums über den EU-Austrittsvertrag auf. Mehrfach bekräftigte er in den Debatten seine Ansicht, dass es keine Variante des Brexits gäbe, die so große Vorteile böte wie der Verbleib in der EU. Grieve votierte dreimal gegen Theresa Mays ausgehandelten Deal. Er lehnte auch Boris Johnsons Verhandlungsergebnis ab.
Gegen diese Positionen gab es innerhalb seiner Partei deutlichen Widerstand. In seinem Wahlkreis Beaconsfield sah er sich mit der Opposition der lokalen konservativen Parteiorganisation konfrontiert. Eine von einem ehemaligen UKIP-Kandidaten initiierte Online-Petition, die dazu aufrief, ihn nicht wieder als Wahlkreiskandidaten zu nominieren, sammelte bis zum 30. März 2019 mehr als 38.000 Unterschriften. Nach einer anberaumten Diskussion verlor er am 30. März 2019 die inoffizielle Vertrauensabstimmung mit 182 zu 131. Diese ist jedoch zunächst nicht bindend. Seitdem hat Grieve mehrfach damit gedroht, die konservative Regierung zu stürzen. 
Boris Johnson warf er vor, nicht für das Amt des Premierministers befähigt zu sein.
Grieve wurde schließlich aus der Fraktion ausgeschlossen und trat als Unabhängiger bei der Unterhauswahl 2019 an, verlor jedoch mit großem Abstand gegen seine konservative Nachfolgerin Joy Morrissey.

### Privates

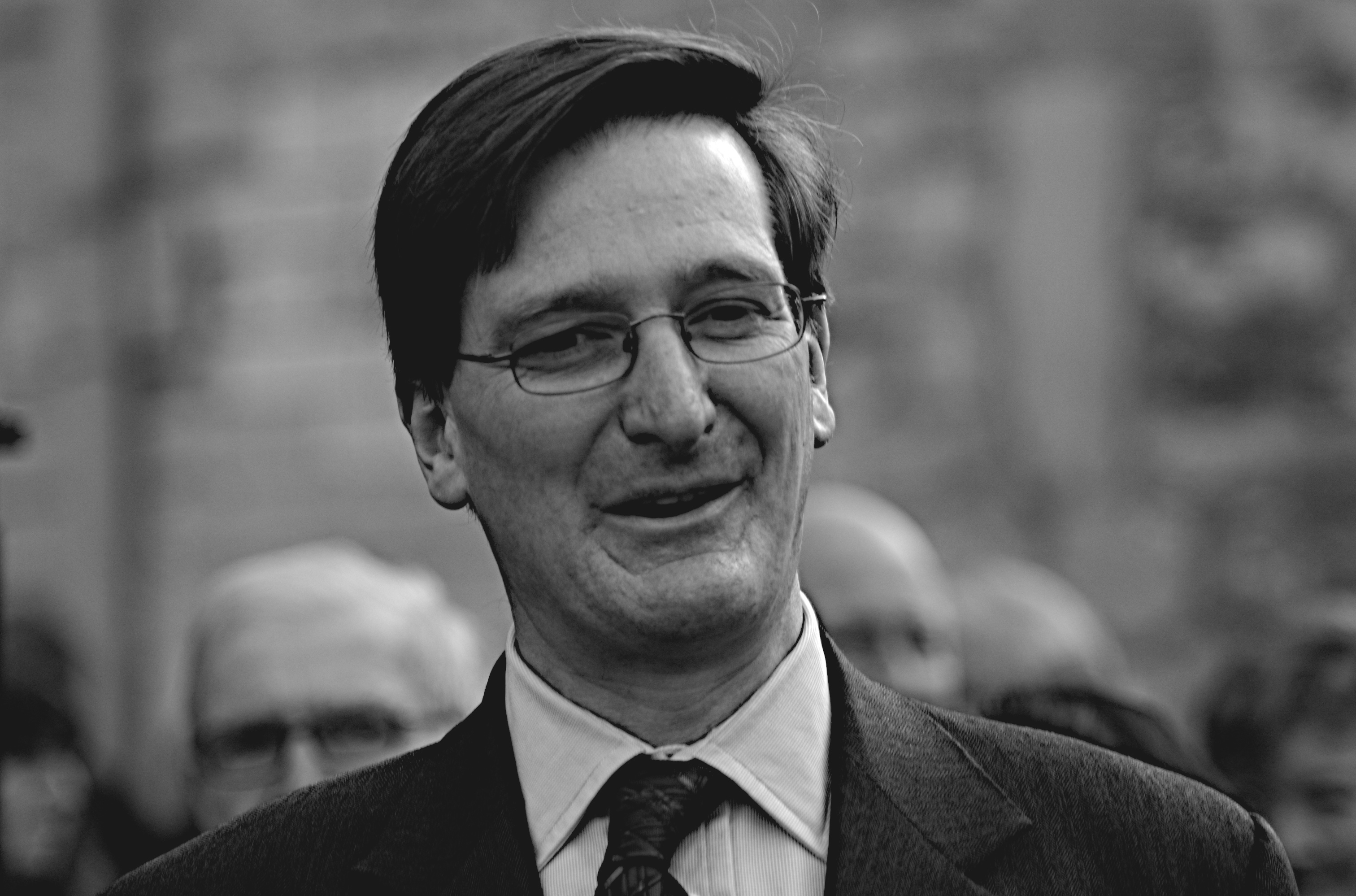
Dominic Grieve (2007)

Grieve ist seit 1990 mit der Anwältin Caroline Hutton verheiratet; die beiden haben zwei Kinder. Er ist aktives Mitglied der anglikanischen Church of England.
Grieve ist Präsident der Franco-British Society. Am 21. November 2016 wurde er durch die französische Botschafterin in London Sylvie Bermann mit der Ehrenlegion ausgezeichnet. Grieve spricht fließend Französisch und wird gelegentlich von französischen Medien (Fernsehen, Radio) interviewt.